# Capella de l'Assumpta
La capella de l'Assumpta és una església de Pelacalç, al municipi de Ventalló (Alt Empordà), protegida com a bé cultural d'interès local. Està situada dins del petit nucli de Pelacalç, a l'extrem de llevant de Ventalló al qual pertany. Està ubicada a la banda oest del nucli urbà, a l'entrada del poble.

## Descripció
És una petita església d'una sola nau amb absis semicircular capçat a ponent. La nau està coberta amb volta de canó mentre que la de l'absis és de quart d'esfera, amb un gran arc triomfal de mig punt adovellat. L'interior està completament transformat i adaptat al seu nou ús, distribuït en dos nivells i amb els murs de pedra vista a manera de sòcol. A l'exterior, les obertures han estat modificades i es concentren a la façana principal i a l'antiga zona absidal. La façana presenta un gran portal de construcció moderna, d'arc rebaixat adovellat. Està cobert amb un voladís rebaixat bastit amb maons i teula, amb una placa commemorativa al centre amb la data de construcció 1598 i la de reforma 1997, emmarcant la imatge de la verge. Damunt del portal hi ha una finestra restituïda a imitació del portal. Les finestres de l'absis són cinc, rectangulars i dues d'elles han estat obertes recentment. Al mur de tramuntana hi ha una nova obertura rectangular.
L'aparell està bastit tant per pedres sense treballar com per pedres ben escairades, procedents de l'antic castell medieval de Pelacalç. A les cantonades hi ha carreus ben desbastats.

## Història
Edifici datat l'any 1598, segons la inscripció que constava a la llinda de l'antiga porta, la qual fou traslladada a l'interior del temple i, actualment, es troba a mans privades. És probable que el temple es bastís amb les restes de pedra de l'antic castell medieval de Pelacalç, del que pràcticament no es conserva cap vestigi.
La capella era sufragània de Santa Maria de l'Om, antiga parroquial de Pelacalç. Durant la Guerra dels Segadors (1640), el temple fou saquejat i no es tornà a restaurar. El 1665 es traslladaren les piques baptismals a Montiró, i el 1683 ja no hi havia culte. Actualment és de propietat privada i es dedica a magatzem.